# Scout24
Scout24 AG med hovedkvarter i München er en tysk virksomhed, der driver online-markedspladser. Til virksomheden hører platformene ImmoScout24, TruckScout24, ElectronicScout24, FriendScout24, JobScout24 og TravelScout24.
Scout24 blev etableret i 1998 af iværksætter Joachim Schoss med finansiering fra Otto Beisheim.